# Phare de Rubha nan Gall
Le phare de Rubha nan Gall est un phare édifié au nord de Tobermory sur l' île de Mull dans le comté de Argyll and Bute dans le sud-ouest de l'Écosse.
Ce phare est géré par le Northern Lighthouse Board (NLB) à Édimbourg,l'organisation de l'aide maritime des côtes de l'Écosse.
Il est maintenant protégé en tant que monument classé du Royaume-Uni de catégorie C.

## Histoire
Il a été construit en 1857 par les ingénieurs civils écossais David Alan Stevenson et Thomas Stevenson. C'est une tour cylindrique de 19 m de haut, avec galerie et lanterne. Elle est bâtie directement sur un rocher en bord de plage. La maison de gardiennage d'un seul étage est construite sur terre et elle est reliée au phare par une passerelle. Le phare est peint en blanc et la lanterne est noire.
Le phare a été automatisé en 1960 et l'ancien chalet de gardien est devenue une résidence privée. L'accès au phare se fait par mer ou par un sentier boueux de 2,4 km à partir de Tobermory, le long de la côte abrupte et boisée.

### Lien connexe
- Liste des phares en Écosse